# Добросоцкий, Виктор Иванович
Виктор Иванович Добросоцкий (родился 12 сентября 1961 года, Стерлитамак) — российский государственный и общественный деятель, бывший член Совета Федерации Федерального собрания РФ, учёный, писатель, корпоративный управляющий, член Союза Писателей России и Москвы.
Имеет квалификационный разряд Государственного советника РФ 1- го класса.

## Биография
Родился 12 сентября 1961 году в городе Стерлитамак Башкирской АССР. В 1966 году вместе с родителями переехал в Молдавию.
С 1978 по 1983 год учился в Московском институте управления имени С. Орджоникидзе. Специальность — инженер-экономист по организации управления производством.
С 1983 года работал на заводе синтетического каучука в городе Волжский Волгоградской области, занимал должность Заместителя начальника отдела снабжения по сырью.
В течение пяти лет (1984—1989 годы) был вторым секретарем Волжского горкома ВЛКСМ.
С 1989 по 1991 год работал Директором Волжского хладокомбината.
В 1991 году был избран Первым заместителем председателя Волжского городского Совета народных депутатов по экономическим вопросам.
С 1992 по 1995 год работал Генеральным директором коммерческой структуры, связанной с торговлей продовольствием.
С 1995 по 1996 год был Первым вице-президентом Волгоградской агропромышленной финансовой корпорации.
С 1996 по 2001 год — Заместитель начальника Управления продовольственного рынка Министерства сельского хозяйства и продовольствия Российской Федерации; возглавлял управление продовольственных рынков и департамент государственного регулирования продовольственных рынков. С 2006 по 2011 годы преподавал в Академии народного хозяйства им. Г. В. Плеханова.
В 2001 году занимал должность Заместителя генерального директора компании «Минерал трейдинг».
В октябре 2001 года был избран представителем в Законодательное Собрание Пермской области в Совете Федерации Федерального Собрания Российской Федерации, Заместитель Председателя Комитета Совета Федерации по экономике, предпринимательству и собственности.
В марте 2002 года был вновь избран представителем в Совете Федерации Российской Федерации от Законодательного Собрания Пермской области (третьего) созыва.
С 2002 года является Председателем Гуманитарной секции Сенаторского клуба Совета Федерации.
Возглавлял Совет директоров одной из старейших и крупнейших в России киностудий — Центральную киностудию детских и юношеских фильмов им. М. Горького.
С 2009 по 2012 год был членом Президиума коллегии Министерства спорта, туризма и молодёжной политики Российской Федерации по вопросам развития сферы туризма.
В 2011—2012 годах являлся исполняющим обязанности Ректора Московского государственного университета культуры и искусств.
с 2014 по 2018 годы являлся Заведующим кафедрой государственного управления и права МГИМО (МИД России). Виктор Добросоцкий является автором более шестидесяти научных трудов. Директор Центра исследований международных проблем МГИМО (МИД России).
С 2016 года избран в Общественный совет при Федеральном агентстве по управлению государственным имуществом.
В 2017 избран в состав Научно-экспертного совета при Комитете Совета Федерации Федерального Собрания Российской Федерации по федеративному устройству, региональной политике, местному самоуправлению и делам Севера.
С 2018 года избран Заведующим кафедрой регионального управления и национальной политики МГИМО (МИД России).
С 2018 года — главный научный сотрудник международного отдела Всероссийского НИИ экономики сельского хозяйства.

## Научная деятельность
В 1997 году В. И. Добросоцкий успешно защитил диссертацию на соискание ученой степени кандидата экономических наук по теме: «Оптовые продовольственные рынки России: организационно — экономический механизм создания и функционирования»
В 2000 году успешно защитил диссертацию на соискание ученой степени доктора экономических наук по теме «Государственное регулирование продовольственного рынка».
Является автором более 70 работ в области прикладной экономики. Главный редактор журнала «Управление успехом».

## Общественная деятельность
С 2005 года Виктор Иванович Добросоцкий является Координатором Народного Проекта «Большое Золотое Кольцо России», призванного осуществлять содействие в пропаганде и восстановлению самобытных памятников культуры народов России.
С 2004 года в рамках проекта «Большое Золотое Кольцо России» по идее Виктора Ивановича Добросоцкого в Государственном Кремлёвском дворце проводились благотворительные концерты «Свет Белой Горы», посвященные Дню народного единства. Концерты транслировались телеканалом ТВЦ в праздничные дни. Средства, собранные от проведения благотворительных концертов, направлялись на восстановление культурных святынь России, таких как Белогорский Свято-Николаевский Православный монастырь, Богородице-Рождественский женский монастырь в Москве.
В. И. Добросоцкий — инициатор создания национального проекта «Доброе Семейное Кино».

## Творчество
В. И. Добросоцкий является автором романов «Ностальгия по будущему», «Продавец Игрушек», «Унесенные мечтой», «Белый лебедь», произведений «Человек хочет стать морем, но…», «Лоскутки человеческой судьбы», а также сборника рассказов. Книги «Человек хочет стать морем, но…» и «Лоскутки человеческой судьбы» выпущены в аудиоверсии в исполнении Народного артиста РСФСР Михаила Козакова и Народного артиста РФ Евгения Князева.
С 2009 года является автором и ведущим еженедельной программы «Не из той оперы» на радио «Орфей». Программа выходила при поддержке Федерального агентства по печати и информации. Гостями программы в разное время были выдающиеся россияне — академик Е. В. Чазов, народный художник СССР А. М. Шилов, народная актриса России Л. А. Чурсина, ректор Московского института иностранных языков Э. Ф. Володарская и др.
С 2013 года является автором программы «Музыка в верхах» на радио «Орфей».
С 2015 года является автором и ведущим программы «Меценат» на радио «Орфей».
Автор и продюсер цикла документальных фильмов «Тайны Большого Золотого Кольца», которые рассказывают о регионах России. Серии данного цикла ежегодно транслировались на телеканале «Россия — Культура».
Романы «Ностальгия по будущему» и «Продавец игрушек» были экранизированы и стали лауреатами международных фестивалей.
В ноябре 2018 года состоялась премьера музыкального спектакля «Продавец игрушек» в Ивановском музыкальном театре. В апреле 2019 года музыкальный спектакль был поставлен в Волгоградском музыкальном театре. В ноябре 2019 года по одноимённому роману Виктора Ивановича состоялась премьера оперы «Продавец игрушек» в Московском театре «Новая опера им. Е. В. Колобова».
В ноябре 2020 года состоялась премьера балета «Продавец игрушек» в Воронежском государственном театре оперы и балета.
В октябре 2021 год в «Марийском государственном академическом театре оперы и балета им. Эрика Сапаева» прошла премьера балета "Белый лебедь".
28 декабря 2021 года состоялась премьера спектакля «Продавец игрушек» в Российском государственном академическом театра драмы им. Фёдора Волкова.
В ноябре 2022 года состоялась премьера балета «Продавец игрушек» в Государственном Кремлевском Дворце. 
10 сентября 2023 года постановка балета «Война и мир» в Государственном академическом Большом театре России. Это совместная постановка Донецкого государственного академического театра оперы и балета имени А.Б. Соловьяненко и театра «Кремлёвский балет» с участием Марийского государственного академического театра оперы и балета им. Эрика Сапаева. 
21 апреля 2024 года в Севастополе состоялась премьера одноактного балета - сказки «Петя и Волк». 

### Фильмография
| Год       | Фильм                             | Продюсер | Сценарист | Актёр |
| --------- | --------------------------------- | -------- | --------- | ----- |
| 2013      | Продавец игрушек                  | Да       | Да        |       |
| 2013      | Тайны института благородных девиц |          |           | Да    |
| 2010-2011 | Институт благородных девиц        |          |           | Да    |
| 2010      | Зайцев, жги! История шоумена      |          |           | Да    |
| 2008      | Тяжёлой песок                     |          |           | Да    |
| 2007      | Ностальгия по будущему            |          | Да        |       |
| 2004      | Московская сага                   |          |           | Да    |

### Литературные произведения
- «Ностальгия по будущему» (2001)
- «Лоскутки человеческой судьбы» (2004)
- «Человек хочет стать морем, но …» (2004)
- «Продавец игрушек» (2008)
- «Унесенные мечтой» (2011)
- «Белый лебедь» (2016)
- «Пробуждение от суеты» (2020)
- «Театр жизни» (2021)
- «Сказки об экономике» (2021)

Пьесы
- «Продавец игрушек» (2010)

Рассказы
- «Солемания» (2006)
- «Чего-чего» (2006)
- «Счастливый шарик» (2006)
- «Циркач» (2006)
- «Приятный полет» (2006)
- «Колдунья» (2006)
- «Священный закон гостеприимства» (2006)
- «Дураково» (2016)
- «Жора» (2016)
- «Миллионерша» (2016)

#### Аудиокниги
- «Человек хочет стать морем, но …» (2004)
- «Лоскутки человеческой судьбы» (2005)
- «Продавец игрушек» (2010)

## Награды
- Медаль «В память 300-летия Санкт-Петербурга» (Указ 210 от 19.02.2003)
- Орден русской православной церкви «Преподобного Сергия Радонежского» (2005)
- Знак «За содействие МВД» (Приказ Министра внутренних дел № 757 от 19 сентября 2005)
- Медаль ордена «За заслуги перед Отечеством» II степени (2006)[1]
- Орден святого благоверного князя Даниила Московского (2007)
- Медаль «За заслуги» МГИМО (МИД) России (Приказ № 2608 -К от 13.09.2016)
- Орден Святой Анны (2020)